# Urtsi Lerrnashght'a
Urtsi Lerrnashght'a är en bergskedja i Armenien. Den ligger i den centrala delen av landet, 50 kilometer sydost om huvudstaden Jerevan.
Trakten runt Urtsi Lerrnashght'a består i huvudsak av gräsmarker. Runt Urtsi Lerrnashght'a är det ganska tätbefolkat, med 116 invånare per kvadratkilometer.